# Тышур
Тышур — деревня в Игринском районе Удмуртской республики.

## География
Находится в центральной части Удмуртии на расстоянии приблизительно 20 км на восток по прямой от районного центра поселка Игра.

## История
Известна с 1912 года как починок. В 1924 году (уже деревня) — 22 двора. До 2021 года входила в состав Зуринского сельского поселения.

## Население
Постоянное население составляло 120 человек (1924, все удмурты), 17 человек в 2002 году (удмурты 88 %), 14 в 2012.